# Viciria paludosa
Viciria paludosa là một loài nhện trong họ Salticidae.
Loài này thuộc chi Viciria. Viciria paludosa được Elizabeth Maria Gifford Peckham & George William Peckham miêu tả năm 1907.